# 24270 Dougskinner
24270 Dougskinner è un asteroide della fascia principale. Scoperto nel 1999, presenta un'orbita caratterizzata da un semiasse maggiore pari a 2,7532095 UA e da un'eccentricità di 0,1825992, inclinata di 4,10486° rispetto all'eclittica.